# Open di Francia 2012 - Doppio leggende over 45
Guy Forget e Henri Leconte erano i detentori del titolo ma sono stati sconfitti in finale da Patrick e John McEnroe per 7–6(5), 6-3.

## Tabellone

### Legenda
| - Q = Qualificato - WC = Wild card - LL = Lucky loser | - ALT = Alternate - SE = Special Exempt - PR = Protected Ranking | - w/o = Walkover - r = Ritirato - d = Squalificato |

### Finale
|  | Finale                       |                              |                              |    |   |  |
|  |                              |                              |                              |    |   |  |
|  | Guy Forget Henri Leconte     | Guy Forget Henri Leconte     | Guy Forget Henri Leconte     | 65 | 3 |  |
|  | John McEnroe Patrick McEnroe | John McEnroe Patrick McEnroe | John McEnroe Patrick McEnroe | 7  | 6 |  |

### Gruppo A
|  |                               | Forget Leconte | McNamara Woodforde | Bahrami Muster   | RR V–P | Set V–P | Game V–P | Posizione |
|  | Guy Forget Henri Leconte      |                | 7-5, 6-4           | 6–3, 6–4         | 2–0    | 4–0     | 25–16    | 1         |
|  | Peter McNamara Mark Woodforde | 5-7, 4-6       |                    | 5-7, 6-2, [10-5] | 1-1    | 2-3     | 30-27    | 2         |
|  | Mansour Bahrami Thomas Muster | 3–6, 4–6       | 7-5, 2-6, [5-10]   |                  | 0–2    | 1–4     | 21–33    | 3         |

La classifica viene stilata in base ai seguenti criteri: 1) Numero di vittorie; 2) Numero di partite giocate; 3) Scontri diretti (in caso di due giocatori pari merito ); 4) Percentuale di set vinti o di games vinti (in caso di tre giocatori pari merito ); 5) Decisione della commissione.

### Gruppo B
|  |                               | Gómez Santos Sánchez | Pernfors Wilander   | McEnroe             | RR V–P | Set V–P | Game V–P | Posizione |
|  | Andrés Gómez Emilio Sánchez   |                      | 1-6, 2-6            | 2–6, 2–6            | 0–2    | 0–4     | 7–24     | 3         |
|  | Mikael Pernfors Mats Wilander | 6-1, 6-2             |                     | 7–6(5), 2-6, [5-10] | 1-1    | 2-0     | 21-16    | 2         |
|  | John McEnroe Patrick McEnroe  | 6–2, 6–2             | 6(5)–7, 6-2, [10-5] |                     | 2–0    | 4-1     | 25–13    | 1         |

La classifica viene stilata in base ai seguenti criteri: 1) Numero di vittorie; 2) Numero di partite giocate; 3) Scontri diretti (in caso di due giocatori pari merito ); 4) Percentuale di set vinti o di games vinti (in caso di tre giocatori pari merito ); 5) Decisione della commissione.